# Włososkórka dwubarwna
Włososkórka dwubarwna (Piloderma fallax (Lib.) Stalpers) – gatunek grzybów z rodziny błonkowatych (Atheliaceae).

## Systematyka i nazewnictwo
Pozycja w klasyfikacji według Index Fungorum: Piloderma, Atheliaceae, Atheliales, Agaricomycetidae, Agaricomycetes, Agaricomycotina, Basidiomycota, Fungi.
Takson ten w 1832 roku opisała Marie-Anne Libert nadając mu nazwę Sporotrichum fallax. Obecną, uznaną przez Index Fungorum nazwę nadał mu Joost Stalpers w 1984 r.
Synonim: Hypochnus violaceus (Auersw. ex J. Schröt.) Sacc. 1888.
- Athelia bicolor (Peck) Parmasto 1967
- Athelia bicolor f. fumosa Parmasto 1967
- Corticium bicolor Peck 1873
- Piloderma croceum J. Erikss. & Hjortstam
- Piloderma fallax (Lib.) Stalpers 1984
- Sporotrichum fallax Lib. 1832
- Terana bicolor (Peck) Kuntze, 1891

Nazwę polską zaproponował Władysław Wojewoda w 2003 r.

## Morfologia
Owocnik
Rozpostarty, o grubości do 0,5 mm, ciągły, lub tworzący oderwane płaty, o konsystencji od pajęczynowatej do błoniastej. Powierzchnia hymenialna gładka, zwykle wyraźnie błonkowata, o barwie od matowobiałej do jasnokremowej, na obrzeżach drobne, szafranowożółte ryzomorfy.
Cechy mikroskopowe
System strzępkowy monomityczny. Strzępki subikulum o średnicy 2–2,5 (–3) µm, septowane, bez sprzążek, cienkie lub nieco grubościenne, często inkrustowane różnokształtnymi kryształkami o średnicy 15–75 µm. Strzępki subhymenium o średnicy 2,5–3,5 µm, deptowane, bez sprzążek, szkliste, cienkościenne. Podstawki szkliste, cienkościenne, zwykle z czterema sterygmami, rzadziej z dwoma lub sześcioma, o wymiarach 12–15 × 3,5–4,5 µm, zmiennokształtne, czasami czaszowate lub muszlowate, zwykle o nabrzmiałych wierzchołkach i gwałtownie zwężające się w kierunku podstawy. Na przegrodzie w ich podstawie brak sprzążek. Brak cystyd, w większości okazów występują natomiast cienkościenne, szkliste, szydłowate, lub wydłużone cystydiole o wymiarach 10–13 × 2,5–3,5 µm. Bazydiospory 2,5–3 (–3,5) × 2,5–3 µm, kuliste lub kształcie zblizonym do kulistego, szkliste lub jasnożółte, zazwyczaj z jedną dużą gutulą, zwykle cienkościenne, ale niektóre z pogrubionymi ściankami, w odczynniku Melzera słabo do intensywnie dekstrynoidalnych, rzadko cyjanofilne.

## Występowanie i siedlisko
Znane jest występowanie włososkórki dwubarwnej w Europie, Rosji, Turcji i w Ameryce Północnej. W Polsce do 2003 r. znane były tylko dwa stanowiska (1903 i 1972 r.), przy czym. W. Wojewoda podaje, że w Polsce jest to gatunek wymarły. Ponadto synonimizuje Piloderma fallax z Piloderma bicolor, nie wiadomo więc o który gatunek chodzi. W 2018 r. nowe, ale niezweryfikowane stanowisko Pilodefma fallax podano w internetowym atlasie grzybów. Znajduje się w nim na liście gatunków zagrożonych i wartych objęcia ochroną.
Nadrzewny grzyb saprotroficzny. Występuje na martwym drewnie zarówno drzew liściastych, jak iglastych, według innych źródeł wyłącznie na drzewach iglastych (świerk pospolity, jodła pospolita, sosna czarna).